# Осада Темешвара (1552)
Осада Темешвара (венг. Temesvár ostroma (1552)) — одно из сражений австро-турецкой войны 1552—1559 гг., длившееся с 24 июня по 27 июля 1552 года. Осаждённая османскими войсками крепость пала 27 июля 1552 года.

Осада Темешвара. Османская миниатюра

В 1550 году австрийский эрцгерцог Фердинанд, претендовавший на всю территорию Венгерского королевства, оккупировал Трансильванию, находившуюся под османским протекторатом, в результате чего разъяренный султан Сулейман Великолепный начал вторжение в королевскую Венгрию. Одна часть османской армии под командованием Хадима Али приступила к захвату южных и центральных венгерских замков, а другая часть, под командованием второго визиря Ахмед-паши, должна была захватить банатские крепости.
В 1551 году османы атаковали Темешвар, но безуспешно. Комендант замка Иштван Лошонци отразил все атаки, и через десять дней турки отошли от крепости. Летом 1552 года Ахмед-паша снова выступил в направлении Темешвара с примерно 30 тысячами. Защитники замка насчитывали 1900 человек, в том числе 700 наёмников.
Турецкая армия подошла к стенам Темешвара 25 июня 1552 года и 27 июня начала систематический обстрел крепости. Осаждающие атаковали поврежденные стены сначала 3-го, а затем 6 июля, но были отбиты защитниками. Войска, набранные среди гайдуков, попытался оказать помощь извне, но потерпели поражение от турок 23 июля в битве при Сентандрасе. Таким образом, судьба Лошонци была предрешена. Уменьшение уровня воды в Тимише и болотах из-за июльской засухи пошло на пользу осаждающим.
С 20 июля турки стали пытаться захватить водонапорную башню, обеспечивающую связь между городом и замком. 24 июля защитникам удалось отразить атаку, однако атака 25 июля оказалась успешной, и защитники отошли к замку. Гарнизону не стало хватать продовольствия и боеприпасов. Под давлением наёмников Лошонци начал переговоры с Ахмед-пашой, в результате которых гарнизон получил свободный выход с оружием, и османы обязались не грабить город.
Однако турки нарушили договор. Как только защитники вышли из города, турки напали на них и устроили резню. Паша приказал обезглавить раненого Лошонци, затем снять с его головы кожу, набить ее соломой и отправить султану. Череп был насажен на кол, установленный перед городской стеной.
Развивая успех, турки 30 июля заняли Липпу, а 11 августа Караншебеш. По итогам кампании турки заняли Банат и образовали Темешварский эялет, расширив свои владения в Венгрии и ослабив связи Габсбургов с Трансильванией.